# Allan McNish
Allan McNish Nascut el 29 de desembre de 1969 a Dumfries, Escòcia és un pilot professional de cotxes en diferents competicions. Viu a Mònaco amb la seva dona Kelly.

## A la F1
L'any 2001 McNish va competir a la Fórmula 1 després de contribuir al desenvolupament del cotxe de l'equip Toyota F1. Va participar en 17 grans premis debutant igual que el seu equip el 3 de març del 2002 al Gran Premi d'Austràlia de 2002.
No va aconseguir cap punt al campionat a causa de la manca d'experiència de l'equip a la seva primera temporada a la F1, i, igual que el seu company Mika Salo, va ser acomiadat al final de la temporada. La seva última cursa va ser el Gran Premi del Japó del 2002.
L'any 2003 va ser el pilot de proves per Renault Sport, però a l'any següent va tornar a la seva reeixida carrera en el món dels cotxes esportius.

## Altres competicions
L'any 2005, va estar conduint un Audi A4 DTM per l'equip d'Audi Sport Team Abt a les sèries del campionat alemany de turismes anomenat Deutsche Tourenwagen Masters i també va participar en algunes carreres concretes amb un Audi R8 de l'equip Champion Racing a les American Le Mans Series.

A més a més de les mencionades anteriorment, també ha participat en les següents competicions o modalitats:
- Karting
- Fórmula Ford
- Vauxhall Lotus
- British Fórmula 3
- Fórmula 3000
- North American GT
- FIA GT

## Palmarès a la F1
- Curses: 17
- Punts aconseguits: 0